# ألان مارشال (مؤرخ)
ألان مارشال (بالفرنسية: Alan Marshall)‏ هو مؤرخ فرنسي، ولد في 30 أبريل 1949 في كيلمارنوك ‏ في المملكة المتحدة.